# Titanoboa
Titanoboa ("boa titànica") és un gènere de serp que va viure fa uns 60 milions d'anys al Paleocè, un període de 10 milions d'anys que segueix immediatament l'extinció del Cretaci-Paleogen. L'única espècie coneguda és la Titanoboa cerrejonensis, la serp més gran mai descoberta.

## Mides
Per comparació amb les mides i formes d'altres serps fossilitzades amb les de serps actuals, els investigadors han estimat que la T. cerrejonensis arribava a una llargada màxima de 12 a 15 m pesava uns 1.135 kg i tenia un diàmetre d'1 metre.